# Trevor Oswin Lewis
Hon. Trevor Oswin Lewis CBE (* 29. November 1935; † 5. August 2015) war ein britischer parteiloser Kommunalpolitiker. 1977 erbte er den Baronstitel seines Vaters, verzichtete jedoch auf den Titel.

## Leben
Trevor Oswin Lewis wurde als ältester Sohn von William Lewis, 3. Baron Merthyr (1901–1977) und dessen Ehefrau Violet Meyrick (1909–2003) geboren. Er besuchte das Eton College in Windsor und studierte am Magdalene College der University of Cambridge.
Lewis war als Politiker in der Kommunalpolitik und der Kommunalverwaltung in Wales tätig. Er war von 1969 bis 1994 Friedensrichter (Justice of the Peace) in der Verwaltungsgrafschaft Dyfed in Wales. Er war von 1973 bis 1980 Vorsitzender des Committee for Wales; anschließend war er von 1980 bis 1983 Stellvertretender Vorsitzender. Von 1973 bis 1983 war er Mitglied der Countryside Commission. Seit 1994 war er Deputy Lieutenant (D.L.) für die Verwaltungsgrafschaft Dyfed.
Mit dem Tod seines Vaters am 5. April 1977 erbte er den Adelstitel des 4. Baron Merthyr und den nachgeordneten Titel des 4. Baronet, of Nantgwyne. Gemäß den Regelungen des Peerage Act 1963 verzichtete Lewis am 26. April 1977 auf Lebenszeit auf seinen Peerstitel und die dazugehörigen Rechte, einschließlich des mit dem Titel verbundenen Sitzes im House of Lords. Formell war er somit vom 5. April 1977 bis 26. April 1977 Mitglied des House of Lords, gleichwohl er den Sitz nie tatsächlich einnahm. Durch den Titelverzicht ruhte der Baronstitel bis zu seinem Tod. Auch den Baronettitel verwendete er nie.
1983 wurde er als Commander in den Order of the British Empire aufgenommen.

## Ehe und Nachkommen
Er heiratete am 18. April 1964 Susan Jane Birt-Llewellin, die Tochter von Arthur Birt-Llewellin. Aus der Ehe gingen vier Kinder hervor, ein Sohn und drei Töchter. 2003 lebte er auf Hean Castle bei Saundersfoo in Dyfed. Als er am 5. August 2015 im Alter von 79 Jahren starb, gingen die beiden Adelstitel auf seinen einzigen Sohn Hon. David Trevor Lewis (* 1977) über.